# One Day (canción de Genesis)
«One Day» (en español: «Un día») es una canción incluida en el primer álbum del grupo inglés de rock progresivo Genesis, llamado From Genesis to Revelation, un álbum conceptual del año 1969.
"One Day" no parece seguir con la historia conceptual del álbum, ya que se trata de una canción de amor en donde el personaje se le propone a su amada. Además, al tratarse de una canción pop alegre, posee unas letras poco trabajadas. Simplemente hay demasiadas palabras para lo que Peter Gabriel cantaba en esa época.
La versión original de la canción fue masacrada por el productor Jonathan King, al igual que la mayoría de las canciones de este álbum. La voz de Gabriel se encuentra en el centro de los canales, plagada de reverberación, mientras que el resto de la banda está atascada en el canal izquierdo, dejando libre el canal derecho para un (trompa) corno francés. Como resultado de esto, el acompañamiento del bajo y de la guitarra apenas son audibles.
Una versión remasterizada de esta canción aparece en el álbum de colección Genesis Archive 1967-75, donde los instrumentos pueden oírse mejor y la voz de Gabriel se encuentra libre de los retoques de producción. "One Day" puede haber sido parte de los primeros conciertos de la banda, pero no existen registros documentados.
- Datos: Q5646028